# Eleições parlamentares europeias de 1987 no distrito do Porto
| Eleições parlamentares europeias de 1987 Distritos: Aveiro \| Beja \| Braga \| Bragança \| Castelo Branco \| Coimbra \| Évora \| Faro \| Guarda \| Leiria \| Lisboa \| Portalegre \| Porto \| Santarém \| Setúbal \| Viana do Castelo \| Vila Real \| Viseu \| Açores \| Madeira \| Estrangeiro |

## Resultados por concelho
Os resultados nos concelhos do Distrito do Porto foram os seguintes:

### Amarante
| Partido                 | Partido                        | Votos  | %               |
| ----------------------- | ------------------------------ | ------ | --------------- |
|                         | Partido Social Democrata       | 12 317 | 44,49 / 100,00  |
|                         | Partido Socialista             | 7 444  | 26,89 / 100,00  |
|                         | Centro Democrático Social      | 3 349  | 12,10 / 100,00  |
|                         | Coligação Democrática Unitária | 1 368  | 4,94 / 100,00   |
|                         | Partido Renovador Democrático  | 840    | 3,03 / 100,00   |
|                         | Partido Popular Monárquico     | 383    | 1,38 / 100,00   |
|                         | União Democrática Popular      | 309    | 1,12 / 100,00   |
|                         | Outros (com menos de 1,00%)    | 876    | 3,16 / 100,00   |
| Votos Inválidos         | Votos Inválidos                | 798    | 2,88 / 100,00   |
| Total                   | Total                          | 27 684 | 100,00 / 100,00 |
| Eleitorado/Participação | Eleitorado/Participação        | 38 667 | 71,60 / 100,00  |

### Baião
| Partido                 | Partido                        | Votos  | %               |
| ----------------------- | ------------------------------ | ------ | --------------- |
|                         | Partido Social Democrata       | 4 780  | 41,83 / 100,00  |
|                         | Partido Socialista             | 3 168  | 27,72 / 100,00  |
|                         | Centro Democrático Social      | 1 516  | 13,27 / 100,00  |
|                         | Coligação Democrática Unitária | 450    | 3,94 / 100,00   |
|                         | Partido Renovador Democrático  | 311    | 2,72 / 100,00   |
|                         | Partido Popular Monárquico     | 164    | 1,44 / 100,00   |
|                         | União Democrática Popular      | 130    | 1,14 / 100,00   |
|                         | Outros (com menos de 1,00%)    | 330    | 2,89 / 100,00   |
| Votos Inválidos         | Votos Inválidos                | 578    | 5,06 / 100,00   |
| Total                   | Total                          | 11 427 | 100,00 / 100,00 |
| Eleitorado/Participação | Eleitorado/Participação        | 18 162 | 62,92 / 100,00  |

### Felgueiras
| Partido                 | Partido                        | Votos  | %               |
| ----------------------- | ------------------------------ | ------ | --------------- |
|                         | Partido Social Democrata       | 10 685 | 41,04 / 100,00  |
|                         | Partido Socialista             | 7 037  | 27,03 / 100,00  |
|                         | Centro Democrático Social      | 4 369  | 16,78 / 100,00  |
|                         | Coligação Democrática Unitária | 1 286  | 4,94 / 100,00   |
|                         | Partido Renovador Democrático  | 735    | 2,82 / 100,00   |
|                         | Partido Popular Monárquico     | 313    | 1,20 / 100,00   |
|                         | Outros (com menos de 1,00%)    | 861    | 3,31 / 100,00   |
| Votos Inválidos         | Votos Inválidos                | 749    | 2,88 / 100,00   |
| Total                   | Total                          | 26 035 | 100,00 / 100,00 |
| Eleitorado/Participação | Eleitorado/Participação        | 34 273 | 75,96 / 100,00  |

### Gondomar
| Partido                 | Partido                        | Votos  | %               |
| ----------------------- | ------------------------------ | ------ | --------------- |
|                         | Partido Social Democrata       | 27 790 | 35,16 / 100,00  |
|                         | Partido Socialista             | 20 862 | 26,39 / 100,00  |
|                         | Coligação Democrática Unitária | 10 921 | 13,82 / 100,00  |
|                         | Centro Democrático Social      | 10 195 | 12,90 / 100,00  |
|                         | Partido Renovador Democrático  | 3 441  | 4,35 / 100,00   |
|                         | Partido Popular Monárquico     | 1 796  | 2,27 / 100,00   |
|                         | União Democrática Popular      | 808    | 1,02 / 100,00   |
|                         | Outros (com menos de 1,00%)    | 1 408  | 1,78 / 100,00   |
| Votos Inválidos         | Votos Inválidos                | 1 821  | 2,30 / 100,00   |
| Total                   | Total                          | 79 042 | 100,00 / 100,00 |
| Eleitorado/Participação | Eleitorado/Participação        | 99 962 | 79,07 / 100,00  |

### Lousada
| Partido                 | Partido                        | Votos  | %               |
| ----------------------- | ------------------------------ | ------ | --------------- |
|                         | Partido Social Democrata       | 8 951  | 45,07 / 100,00  |
|                         | Partido Socialista             | 5 380  | 27,09 / 100,00  |
|                         | Centro Democrático Social      | 2 500  | 12,59 / 100,00  |
|                         | Coligação Democrática Unitária | 1 054  | 5,31 / 100,00   |
|                         | Partido Renovador Democrático  | 581    | 2,93 / 100,00   |
|                         | Partido Popular Monárquico     | 241    | 1,21 / 100,00   |
|                         | Outros (com menos de 1,00%)    | 645    | 3,24 / 100,00   |
| Votos Inválidos         | Votos Inválidos                | 509    | 2,56 / 100,00   |
| Total                   | Total                          | 19 861 | 100,00 / 100,00 |
| Eleitorado/Participação | Eleitorado/Participação        | 26 591 | 74,69 / 100,00  |

### Maia
| Partido                 | Partido                        | Votos  | %               |
| ----------------------- | ------------------------------ | ------ | --------------- |
|                         | Partido Social Democrata       | 16 813 | 34,32 / 100,00  |
|                         | Partido Socialista             | 14 019 | 28,62 / 100,00  |
|                         | Centro Democrático Social      | 8 140  | 16,62 / 100,00  |
|                         | Coligação Democrática Unitária | 4 188  | 8,55 / 100,00   |
|                         | Partido Renovador Democrático  | 2 311  | 4,72 / 100,00   |
|                         | Partido Popular Monárquico     | 1 125  | 2,30 / 100,00   |
|                         | União Democrática Popular      | 531    | 1,08 / 100,00   |
|                         | Outros (com menos de 1,00%)    | 875    | 1,79 / 100,00   |
| Votos Inválidos         | Votos Inválidos                | 986    | 2,01 / 100,00   |
| Total                   | Total                          | 48 988 | 100,00 / 100,00 |
| Eleitorado/Participação | Eleitorado/Participação        | 63 616 | 77,01 / 100,00  |

### Marco de Canaveses
| Partido                 | Partido                        | Votos  | %               |
| ----------------------- | ------------------------------ | ------ | --------------- |
|                         | Partido Social Democrata       | 10 870 | 45,73 / 100,00  |
|                         | Centro Democrático Social      | 5 131  | 21,59 / 100,00  |
|                         | Partido Socialista             | 4 663  | 19,62 / 100,00  |
|                         | Coligação Democrática Unitária | 885    | 3,72 / 100,00   |
|                         | Partido Renovador Democrático  | 451    | 1,90 / 100,00   |
|                         | Partido Popular Monárquico     | 410    | 1,72 / 100,00   |
|                         | Outros (com menos de 1,00%)    | 708    | 2,98 / 100,00   |
| Votos Inválidos         | Votos Inválidos                | 652    | 2,74 / 100,00   |
| Total                   | Total                          | 23 770 | 100,00 / 100,00 |
| Eleitorado/Participação | Eleitorado/Participação        | 31 795 | 74,76 / 100,00  |

### Matosinhos
| Partido                 | Partido                        | Votos   | %               |
| ----------------------- | ------------------------------ | ------- | --------------- |
|                         | Partido Socialista             | 29 819  | 34,81 / 100,00  |
|                         | Partido Social Democrata       | 25 308  | 29,54 / 100,00  |
|                         | Centro Democrático Social      | 11 878  | 13,86 / 100,00  |
|                         | Coligação Democrática Unitária | 8 342   | 9,74 / 100,00   |
|                         | Partido Renovador Democrático  | 3 841   | 4,48 / 100,00   |
|                         | Partido Popular Monárquico     | 2 735   | 3,19 / 100,00   |
|                         | União Democrática Popular      | 1 007   | 1,18 / 100,00   |
|                         | Outros (com menos de 1,00%)    | 1 262   | 1,46 / 100,00   |
| Votos Inválidos         | Votos Inválidos                | 1 480   | 1,73 / 100,00   |
| Total                   | Total                          | 85 672  | 100,00 / 100,00 |
| Eleitorado/Participação | Eleitorado/Participação        | 108 010 | 79,32 / 100,00  |

### Paços de Ferreira
| Partido                 | Partido                        | Votos  | %               |
| ----------------------- | ------------------------------ | ------ | --------------- |
|                         | Partido Social Democrata       | 11 592 | 50,21 / 100,00  |
|                         | Partido Socialista             | 4 679  | 20,27 / 100,00  |
|                         | Centro Democrático Social      | 4 020  | 17,41 / 100,00  |
|                         | Coligação Democrática Unitária | 1 168  | 5,06 / 100,00   |
|                         | Partido Renovador Democrático  | 460    | 1,99 / 100,00   |
|                         | Partido Popular Monárquico     | 312    | 1,35 / 100,00   |
|                         | Outros (com menos de 1,00%)    | 539    | 2,34 / 100,00   |
| Votos Inválidos         | Votos Inválidos                | 318    | 1,38 / 100,00   |
| Total                   | Total                          | 23 088 | 100,00 / 100,00 |
| Eleitorado/Participação | Eleitorado/Participação        | 28 877 | 79,95 / 100,00  |

### Paredes
| Partido                 | Partido                        | Votos  | %               |
| ----------------------- | ------------------------------ | ------ | --------------- |
|                         | Partido Social Democrata       | 17 324 | 46,11 / 100,00  |
|                         | Centro Democrático Social      | 8 743  | 23,27 / 100,00  |
|                         | Partido Socialista             | 6 744  | 17,95 / 100,00  |
|                         | Coligação Democrática Unitária | 1 660  | 4,42 / 100,00   |
|                         | Partido Renovador Democrático  | 990    | 2,63 / 100,00   |
|                         | Partido Popular Monárquico     | 468    | 1,25 / 100,00   |
|                         | Outros (com menos de 1,00%)    | 839    | 2,23 / 100,00   |
| Votos Inválidos         | Votos Inválidos                | 804    | 2,14 / 100,00   |
| Total                   | Total                          | 37 572 | 100,00 / 100,00 |
| Eleitorado/Participação | Eleitorado/Participação        | 46 144 | 81,42 / 100,00  |

### Penafiel
| Partido                 | Partido                        | Votos  | %               |
| ----------------------- | ------------------------------ | ------ | --------------- |
|                         | Partido Social Democrata       | 16 050 | 45,67 / 100,00  |
|                         | Partido Socialista             | 7 823  | 22,26 / 100,00  |
|                         | Centro Democrático Social      | 5 649  | 16,08 / 100,00  |
|                         | Coligação Democrática Unitária | 2 124  | 6,04 / 100,00   |
|                         | Partido Renovador Democrático  | 1 023  | 2,91 / 100,00   |
|                         | Partido Popular Monárquico     | 464    | 1,32 / 100,00   |
|                         | Outros (com menos de 1,00%)    | 1 099  | 3,13 / 100,00   |
| Votos Inválidos         | Votos Inválidos                | 909    | 2,59 / 100,00   |
| Total                   | Total                          | 35 141 | 100,00 / 100,00 |
| Eleitorado/Participação | Eleitorado/Participação        | 44 221 | 79,47 / 100,00  |

### Porto
| Partido                 | Partido                        | Votos   | %               |
| ----------------------- | ------------------------------ | ------- | --------------- |
|                         | Partido Social Democrata       | 65 708  | 31,22 / 100,00  |
|                         | Partido Socialista             | 52 052  | 24,73 / 100,00  |
|                         | Centro Democrático Social      | 39 554  | 18,80 / 100,00  |
|                         | Coligação Democrática Unitária | 24 569  | 11,67 / 100,00  |
|                         | Partido Popular Monárquico     | 12 446  | 5,91 / 100,00   |
|                         | Partido Renovador Democrático  | 8 169   | 3,88 / 100,00   |
|                         | União Democrática Popular      | 2 236   | 1,06 / 100,00   |
|                         | Outros (com menos de 1,00%)    | 2 652   | 1,26 / 100,00   |
| Votos Inválidos         | Votos Inválidos                | 3 056   | 1,45 / 100,00   |
| Total                   | Total                          | 210 442 | 100,00 / 100,00 |
| Eleitorado/Participação | Eleitorado/Participação        | 270 854 | 77,70 / 100,00  |

### Póvoa de Varzim
| Partido                 | Partido                        | Votos  | %               |
| ----------------------- | ------------------------------ | ------ | --------------- |
|                         | Partido Social Democrata       | 12 408 | 41,59 / 100,00  |
|                         | Centro Democrático Social      | 7 430  | 24,91 / 100,00  |
|                         | Partido Socialista             | 6 017  | 20,17 / 100,00  |
|                         | Coligação Democrática Unitária | 1 540  | 5,16 / 100,00   |
|                         | Partido Popular Monárquico     | 768    | 2,57 / 100,00   |
|                         | Partido Renovador Democrático  | 589    | 1,97 / 100,00   |
|                         | Outros (com menos de 1,00%)    | 488    | 1,63 / 100,00   |
| Votos Inválidos         | Votos Inválidos                | 591    | 1,98 / 100,00   |
| Total                   | Total                          | 29 831 | 100,00 / 100,00 |
| Eleitorado/Participação | Eleitorado/Participação        | 39 057 | 76,38 / 100,00  |

### Santo Tirso
| Partido                 | Partido                        | Votos  | %               |
| ----------------------- | ------------------------------ | ------ | --------------- |
|                         | Partido Social Democrata       | 21 050 | 36,32 / 100,00  |
|                         | Partido Socialista             | 18 148 | 31,31 / 100,00  |
|                         | Centro Democrático Social      | 9 871  | 17,03 / 100,00  |
|                         | Coligação Democrática Unitária | 3 046  | 5,26 / 100,00   |
|                         | Partido Renovador Democrático  | 2 071  | 3,57 / 100,00   |
|                         | Partido Popular Monárquico     | 990    | 1,71 / 100,00   |
|                         | Outros (com menos de 1,00%)    | 1 580  | 2,72 / 100,00   |
| Votos Inválidos         | Votos Inválidos                | 1 204  | 2,08 / 100,00   |
| Total                   | Total                          | 57 960 | 100,00 / 100,00 |
| Eleitorado/Participação | Eleitorado/Participação        | 72 613 | 79,82 / 100,00  |

### Valongo
| Partido                 | Partido                        | Votos  | %               |
| ----------------------- | ------------------------------ | ------ | --------------- |
|                         | Partido Social Democrata       | 14 651 | 37,52 / 100,00  |
|                         | Partido Socialista             | 11 237 | 28,78 / 100,00  |
|                         | Centro Democrático Social      | 5 507  | 14,10 / 100,00  |
|                         | Coligação Democrática Unitária | 3 773  | 9,66 / 100,00   |
|                         | Partido Renovador Democrático  | 1 344  | 3,44 / 100,00   |
|                         | Partido Popular Monárquico     | 852    | 2,18 / 100,00   |
|                         | União Democrática Popular      | 391    | 1,00 / 100,00   |
|                         | Outros (com menos de 1,00%)    | 547    | 1,40 / 100,00   |
| Votos Inválidos         | Votos Inválidos                | 744    | 1,91 / 100,00   |
| Total                   | Total                          | 39 046 | 100,00 / 100,00 |
| Eleitorado/Participação | Eleitorado/Participação        | 48 982 | 79,71 / 100,00  |

### Vila do Conde
| Partido                 | Partido                        | Votos  | %               |
| ----------------------- | ------------------------------ | ------ | --------------- |
|                         | Partido Social Democrata       | 14 459 | 38,63 / 100,00  |
|                         | Partido Socialista             | 12 300 | 32,86 / 100,00  |
|                         | Centro Democrático Social      | 5 234  | 13,98 / 100,00  |
|                         | Coligação Democrática Unitária | 2 208  | 5,90 / 100,00   |
|                         | Partido Renovador Democrático  | 1 019  | 2,72 / 100,00   |
|                         | Partido Popular Monárquico     | 587    | 1,57 / 100,00   |
|                         | Outros (com menos de 1,00%)    | 864    | 2,31 / 100,00   |
| Votos Inválidos         | Votos Inválidos                | 763    | 2,04 / 100,00   |
| Total                   | Total                          | 37 434 | 100,00 / 100,00 |
| Eleitorado/Participação | Eleitorado/Participação        | 46 855 | 79,89 / 100,00  |

### Vila Nova de Gaia
| Partido                 | Partido                        | Votos   | %               |
| ----------------------- | ------------------------------ | ------- | --------------- |
|                         | Partido Social Democrata       | 49 481  | 35,02 / 100,00  |
|                         | Partido Socialista             | 42 367  | 29,99 / 100,00  |
|                         | Centro Democrático Social      | 20 102  | 14,23 / 100,00  |
|                         | Coligação Democrática Unitária | 13 286  | 9,40 / 100,00   |
|                         | Partido Renovador Democrático  | 5 718   | 4,05 / 100,00   |
|                         | Partido Popular Monárquico     | 3 978   | 2,82 / 100,00   |
|                         | União Democrática Popular      | 1 425   | 1,01 / 100,00   |
|                         | Outros (com menos de 1,00%)    | 2 407   | 1,70 / 100,00   |
| Votos Inválidos         | Votos Inválidos                | 2 511   | 1,78 / 100,00   |
| Total                   | Total                          | 141 275 | 100,00 / 100,00 |
| Eleitorado/Participação | Eleitorado/Participação        | 177 711 | 79,50 / 100,00  |